# Palau de Nymphenburg

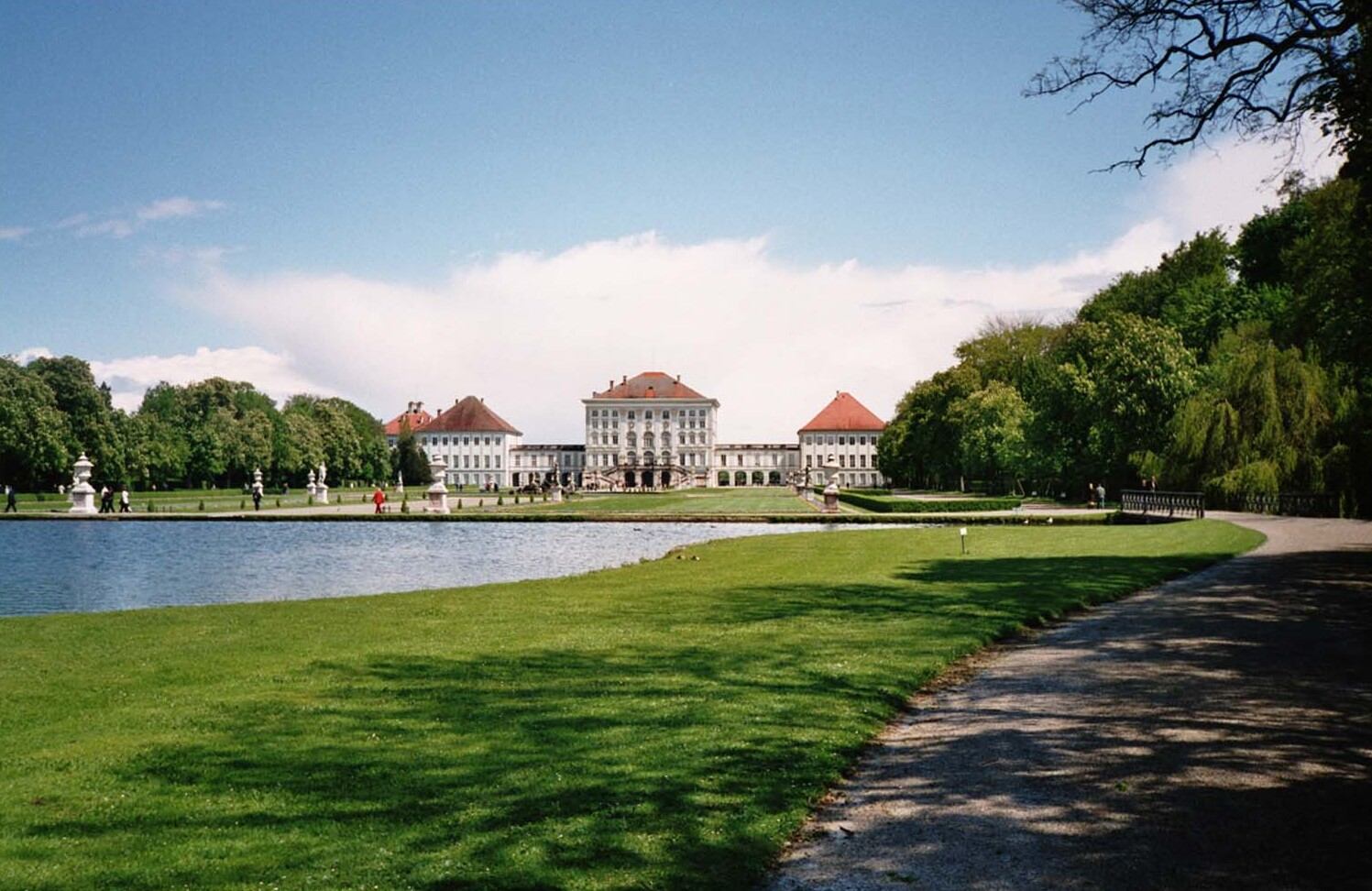
Vista des del parc del Palau de Nymphenburg

El palau de Nymphenburg d'estil barroc es troba a la capital bavaresa, Múnic, a la república federal d'Alemanya.
El Palau fou iniciat per l'elector Ferran I Maria de Baviera i la seva muller, la princesa Enriqueta Adelaida de Savoia després del naixement del seu fill, el futur elector Maximilià II Manuel de Baviera. L'arquitecte del projecte fou l'italià Agostino Barelli. Malgrat tot, l'obra no fou iniciada fins a l'any 1701 i fou dirigida personalment per Maximilià Manel creant un seguint de pavellons que units produïren el cèlebre palau de Nymphenburg.
Altres monarques que també participaren en l'engrandiment i ennobliment del castell bavarès foren l'emperador Carles VII, emperador romanogermànic. Al llarg de molts anys fou la residència d'estiu de la família reial bavaresa. A Nymphenburg hi nasqué el rei Lluís II de Baviera (s'hi gravaren escenes de Ludwig de Luchino Visconti) i hi morí el rei Maximilià I Josep de Baviera.
Al llarg del temps el palau i el parc del castell de Nymphenburg s'han convertit en un dels llocs més coneguts i recorreguts de la capital bavaresa. Moltes de les habitacions del palau conserven la decoració que els diferents monarques bavaresos hi donaren, entre les quals destaca la Galeria de les belleses, sala on es mostren un seguit de quadres a consideració del rei Lluís I de Baviera representaven les dones més atractives del moment. També té important consideració el museu de carrosses i la presència de porcellanes pròpies dels tallers de Nymphenburg.
El parc de 200 acres (800.000 metres quadrats) té un seguit de construccions destacables entre les quals destaca el Pagodenburg.

## Imatges

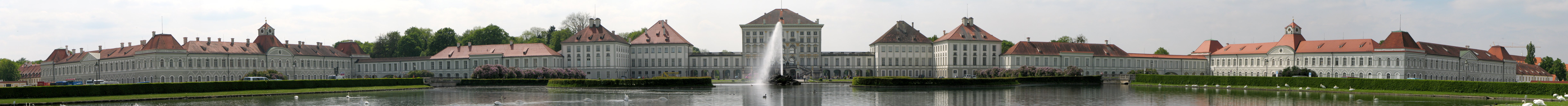
Panoràmica del palau de Nymphenburg